# Серп (приток Цны)

Бассейн Мокши

Серп (в верховье — Во́бша, Вопша) — река в Тамбовской и Рязанской областях России, левый приток Цны (бассейн Волги). Протекает по территории Шацкого и Моршанского районов.
Берёт начало у села Ольхи. Высота истока около 140 метров над уровнем моря. Устье реки находится в 160 км по левому берегу реки Цны. Длина реки составляет 66 км. До впадения реки Разазовка в 19 км от устья называется Вобша. Площадь водосборного бассейна — 1220 км². Высота устья — 97 м над уровнем моря.
Притоки (от устья): Разазовка (19 км), Кунева (45 км) — правые.
Система водного объекта: Цна → Мокша → Ока → Волга → Каспийское море.

## Данные водного реестра
По данным государственного водного реестра России относится к Окскому бассейновому округу, водохозяйственный участок реки — Цна от города Тамбов и до устья, речной подбассейн реки — Мокша. Речной бассейн реки — Ока.
Код объекта в государственном водном реестре — 09010200312110000029416.